# Dörte Helm

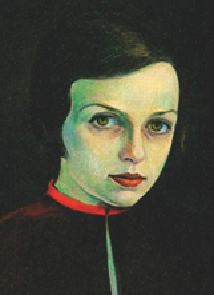
Dörte Helm: Selbstbildnis

Dorothea Margarethe Amalie Helm, genannt Dörte Helm, auch Dörte Helm-Heise (geboren 3. Dezember 1898 in Berlin-Wilmersdorf; gestorben 24. Februar 1941 in Hamburg) war eine deutsche Bauhaus-Künstlerin, Malerin und Grafikerin.

## Leben
Dörte Helm war die mittlere der drei Töchter des klassischen Philologen Rudolf Helm (1872–1966) und dessen Ehefrau Alice Caroline, geb. Bauer (1873–1947). Beide Eltern waren evangelisch, die Mutter jedoch jüdischer Herkunft. Dörtes Geburtshaus stand in der Bernhardstraße 9 in Wilmersdorf. Nach dem Abschluss ihrer Ausbildung an der Städtischen Mädchenschule in Berlin-Steglitz folgte die Familie 1910 dem Vater nach Rostock, der dort seit 1907 eine Professur an der Universität innehatte. Dörte Helm besuchte hier bis 1913 das Lyzeum und anschließend für zwei Jahre die Kunstgewerbeschule. Es folgten von 1915 bis 1918 drei Jahre an der Kunstakademie Kassel, u. a. in der Modellierklasse von Carl Hans Bernewitz und als Schülerin Ernst Odefeys, daneben erteilte sie Zeichenunterricht in einem Töchterheim.
Helm studierte 1918/1919 an der Hochschule der Bildenden Künste Weimar in der Grafikklasse bei Walther Klemm. 1919 folgte der Wechsel an das Staatliche Bauhaus Weimar als Lehrling in der Wandmalerei- und Textilwerkstatt. Ihre Lehrmeister waren Johannes Itten, Lyonel Feininger, Oskar Schlemmer, Georg Muche und der Bauhaus-Gründer Walter Gropius. Ab Sommersemester 1920 bis Sommersemester 1922 besuchte sie die Werkstatt für Wandmalerei bei Johannes Itten, Oskar Schlemmer und Wassily Kandinsky sowie Schriftkurse bei Dora Wibiral und im Wintersemester 1921/22 Schriftkurse bei Lothar Schreyer. Am 6. Mai 1922 legte sie vor der Maler- und Lackiererinnung der Weimarer Handwerkskammer die Gesellenprüfung als Dekorationsmalerin ab. Bereits 1921 war sie an dem Projekt Haus Sommerfeld von Gropius beteiligt, für das sie einen Applikationsvorhang fertigte und beratend bei der Innenausstattung tätig war. Zudem war sie beteiligt an Walter Gropius’ Ausmalung des Hauses Otte in Berlin-Zehlendorf. Vom WS 1922/1923 bis SoSe 1923 arbeitete sie in der Weberei-Werkstatt. Dörte Helm wirkte 1923 mit in der Ausstellungskommission für die Bauhaus-Ausstellung und war auf dieser mit einem Wandbehang und einem Wandschirm vertreten.
Bis 1924 blieb sie als Gesellin am Bauhaus und kehrte dann nach Rostock zurück, wo sie ab 1924 Aufträge für die Innendekoration öffentlicher Einrichtungen übernahm. Hier wurde sie Mitglied der Vereinigung Rostocker Künstler und des Wirtschaftlichen Verbandes Bildender Künstler. Es folgten längere Aufenthalte in Ahrenshoop, wo sie die Bekanntschaft mit dem Verleger Peter E. Erichson machte. Reisen führten sie nach Österreich und in die Schweiz (1928). Von 1925 bis 1931 nahm sie regelmäßig teil an den Ausstellungen der Vereinigung Rostocker Künstler; ihre erste Ausstellung hatte sie in Rostock bereits im Jahr 1920. 1927 organisierte der Barlach-Freund Friedrich Schult eine Ausstellung im Güstrower Museum. 1927/1928 wurde sie vom Architekten Walter Butzek mit der Innengestaltung des Warnemünder Kurhauses beauftragt. Die von ihr dort gefertigten Wandbilder wurden nach 1933 zerstört.

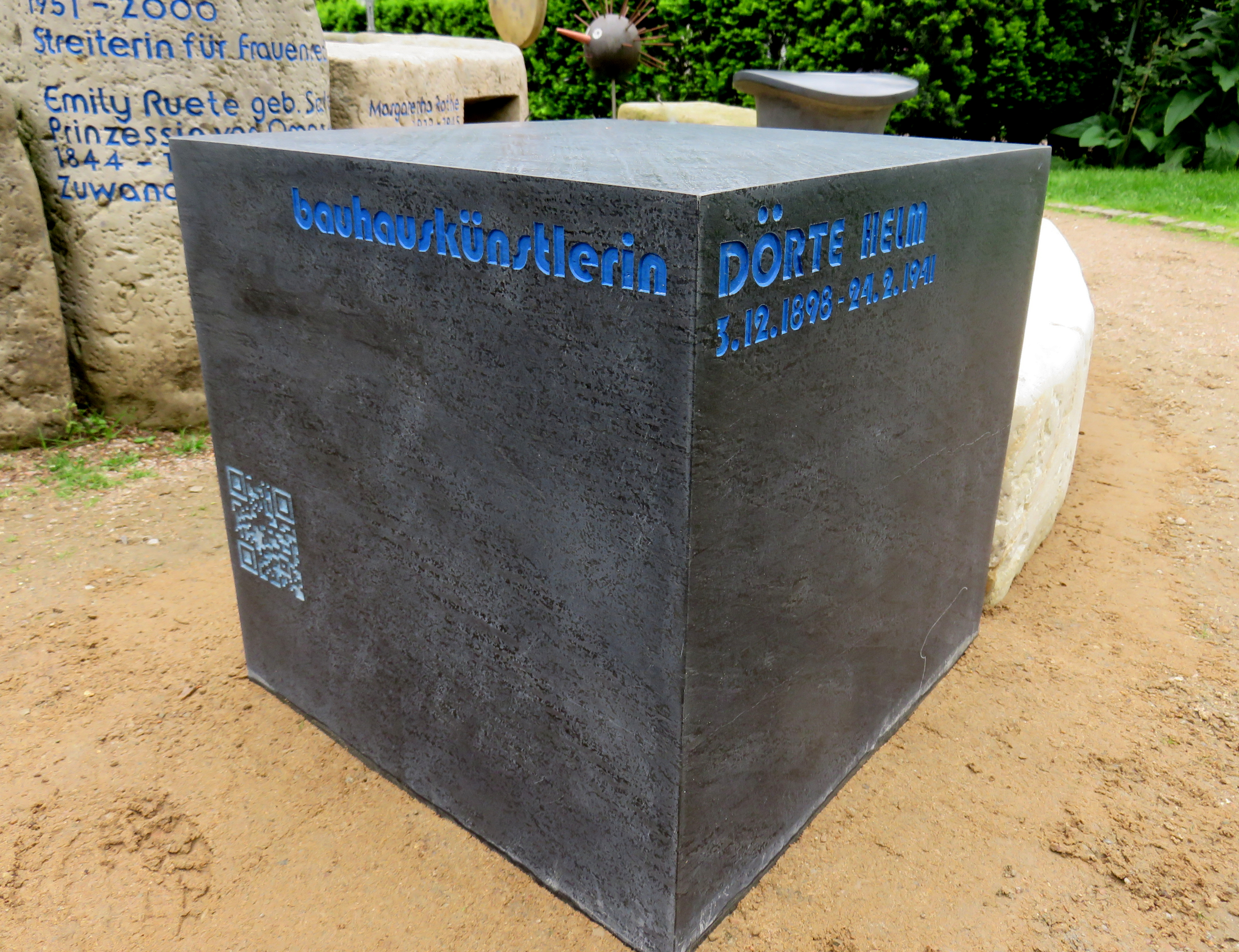
Gedenkstein für Dörte Helm auf dem Friedhof Ohlsdorf

1930 heiratete sie den Journalisten und Schriftsteller Heinrich Heise (1899–1944) und übersiedelte 1932 nach Hamburg-Fuhlsbüttel, da ihr Mann ab 1933 als Schriftleiter bei der Hamburger Programmzeitschrift Funkwacht tätig war. Ab 1933 wurde sie durch das Reichskulturkammergesetz als „Halbjüdin“ mit Berufsverbot belegt, sie konnte nun nur noch schriftstellerisch (teils unter Pseudonym) tätig sein. Im Februar 1941 erlag sie einer Infektionskrankheit. Die Grabrede hielt der Journalist Hugo Sieker und veröffentlichte den Text als Nachruf im Hamburger Anzeiger vom 1./2. März 1941.
An Dörte Helm wird auf einem Gedenkstein in Form eines Sitzwürfels in der „Erinnerungsspirale“ im Garten der Frauen auf dem Ohlsdorfer Friedhof in Hamburg erinnert.

## Rezeption
Hundert Jahre nach Gründung des Bauhauses entstand 2019 unter der Regie von Lars Kraume die sechsteilige Fernsehserie Die Neue Zeit, in der eine mit vielen fiktionalen Elementen durchsetzte Dörte Helm von Anna Maria Mühe gespielt wird. Diese Serie erzählt auch von einer intimen Beziehung, die Walter Gropius und Dörte Helm in Weimar gehabt hätten. Ihre Tochter Cornelia Heise sagte in einem Interview, dass diese Beziehung nicht bewiesen wurde.

## Galerie

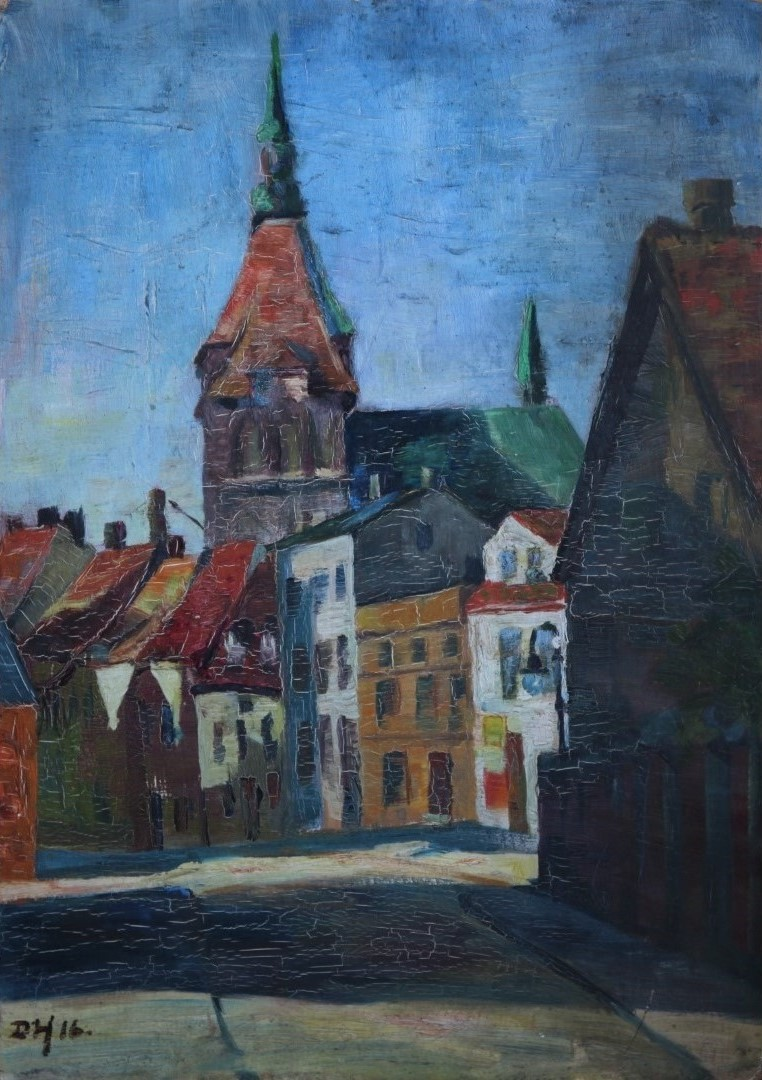
Blick auf die Rostocker Marienkirche (1916)
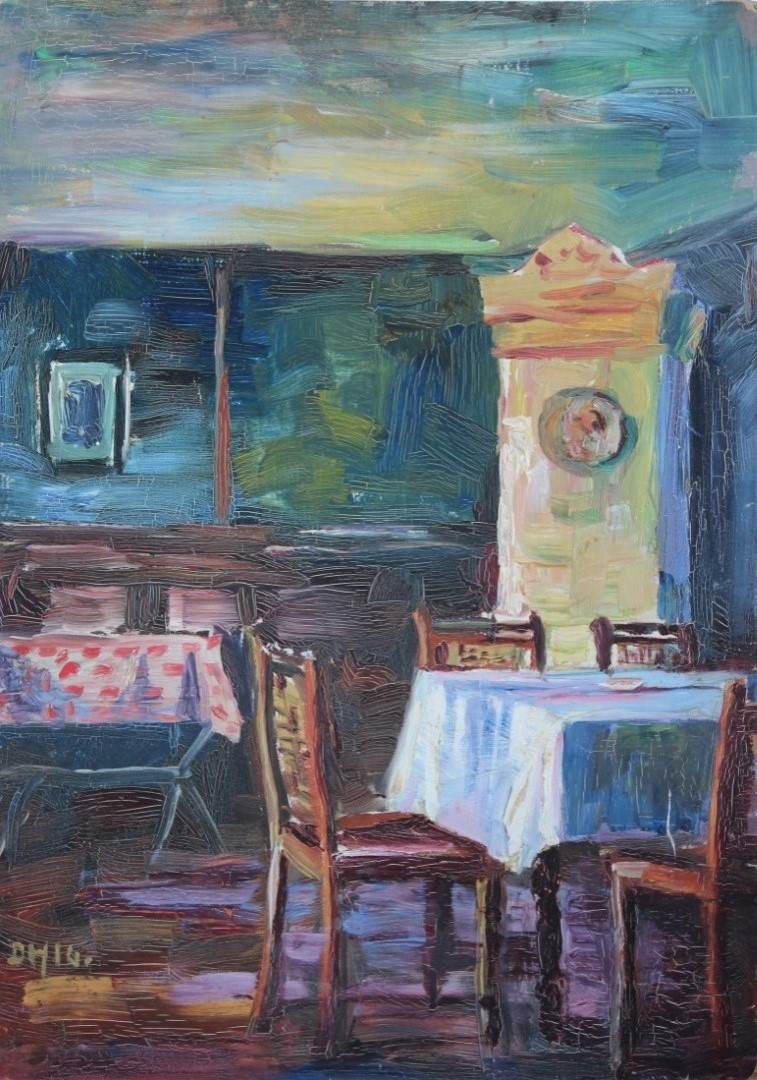
Interieur (1916)
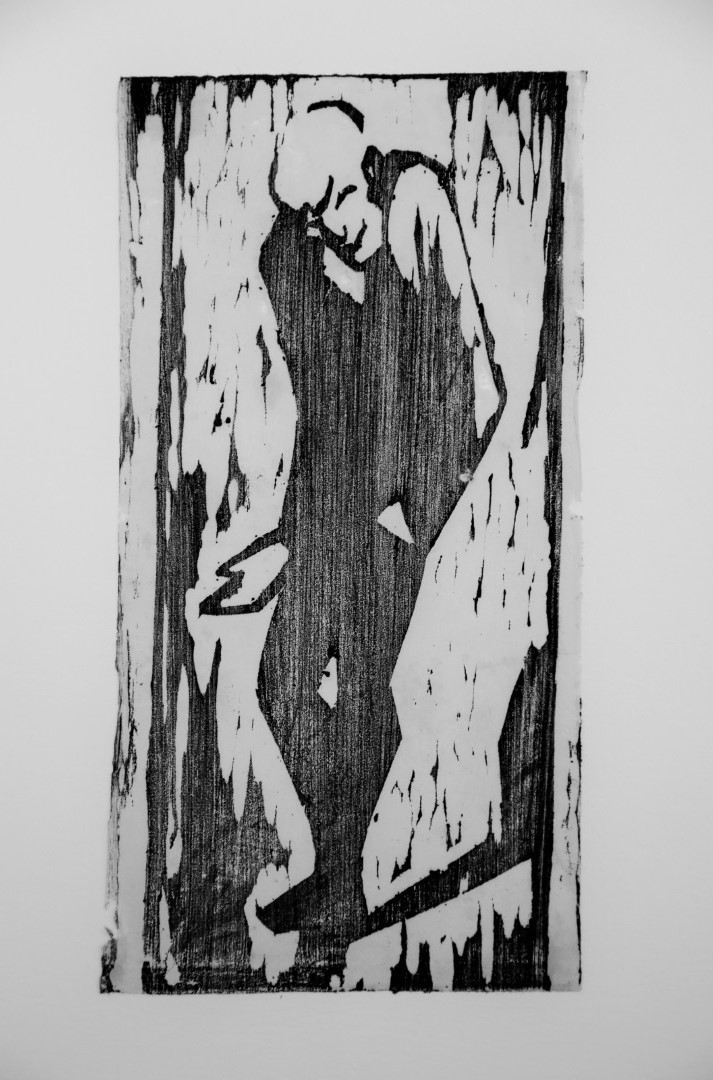
Stehender Mann (1919)
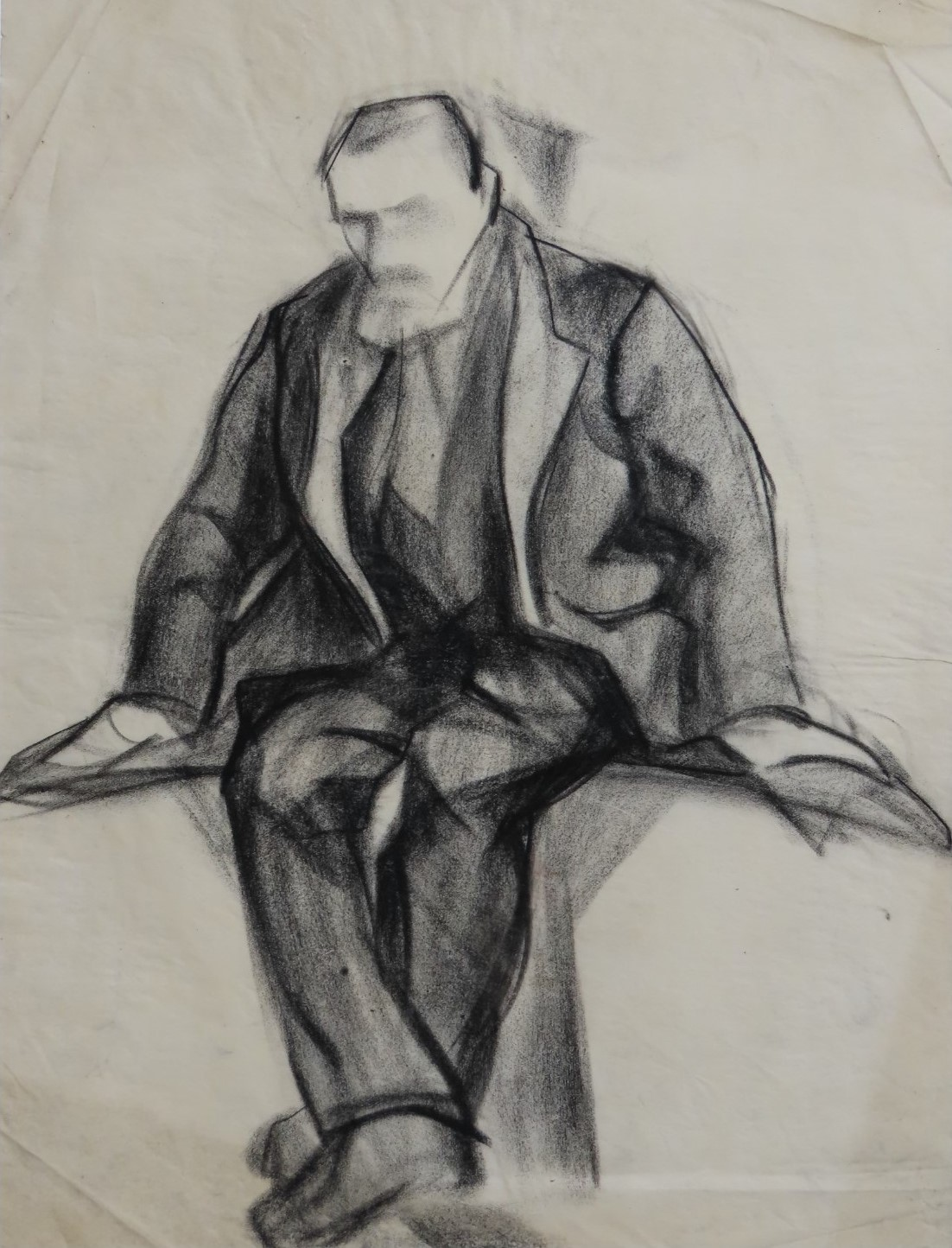
Sitzender Mann (1919)
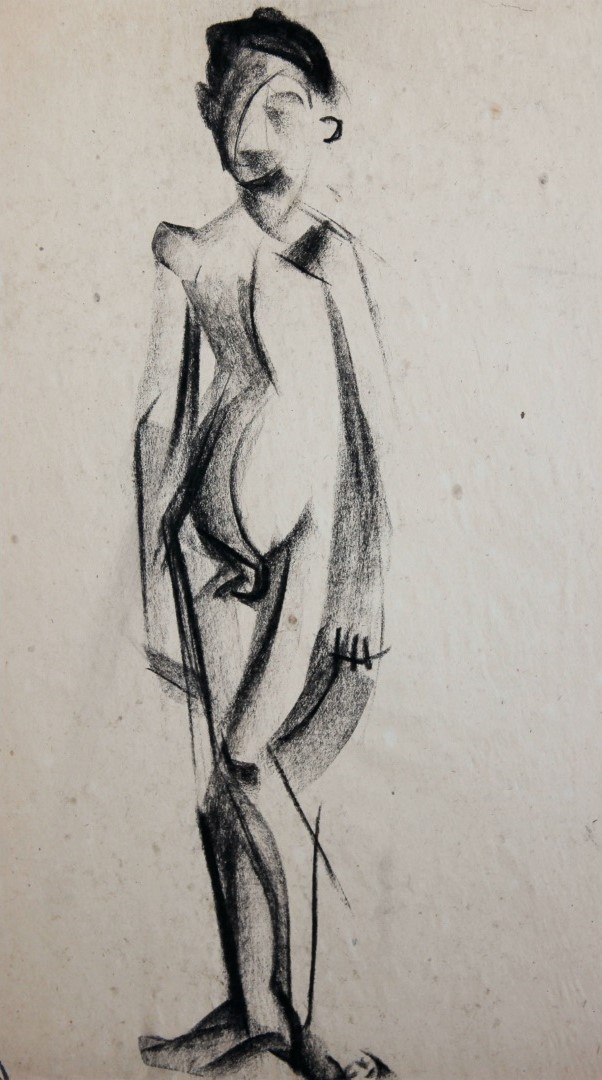
Männlicher Akt (1919)
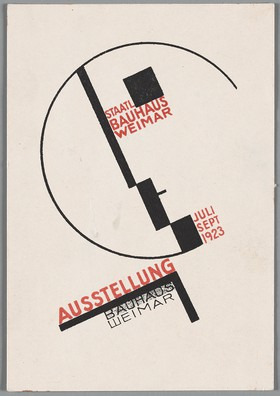
Bauhausausstellung von 1923, Postkarte 14 (1923)

## Werke (Auswahl)
Dörte Helms Œuvre umfasst Zeichnungen, Holzschnitte, Gemälde, Wandteppiche und Holzarbeiten.
- Entwürfe eines Dienststempels (Signets) des Staatlichen Bauhauses (bei einer Ausschreibung mit einem 3. Preis bedacht)[8]
- Postkarte 14 zur Bauhaus Ausstellung 1923. (15 × 10 cm) Museum of Modern Art, New York City und Harvard Art Museums, Cambridge (Massachusetts)[9]
- Glasfenster im Sommerhaus Peter E. Erichsons in Ahrenshoop, Schifferberg 10 (1897 von Friedrich Wachenhusen erbaut) 1926/1927
- Bildnis G. D. vor nördlicher Landschaft. 1927, Kunstmuseum Ahrenshoop[10]
- Bauernhäuser am Wasser. 1925, Kunstmuseum Ahrenshoop[11]
- Bildnis L. R. (Line Ristow). 1927, Pastell (Line Ristow war die Lebensgefährtin Peter E. Erichsons)
- Selbstbildnis. 1931
- Gelbe Narzissen.
- Fischernetze.
- De Poppenspäler ut Kiel.
- Das fliegende Zimmer.
- Das abrutschende Zimmer.
- Im Märchenreich. (1921, Kinderbuch mit Versen ihres Vaters)
- König Drosselbart. Märchenspiel. (1931 am Rostocker Stadttheater aufgeführt, mit eigenen Bühnenbildentwürfen)[12]